# Microstromatales
Microstromatales es un orden de hongos basidiomicetos en la subclase Ustilaginomycetes de la clase Ustilaginomycotina.